# Előre (Temesvár)
Előre Temesváron az Înainte c. szociáldemokrata lap mellékleteként jelent meg 1919 januárjától júliusáig. A Munkáslap c. szocialista napilap megindulásakor megjelenését beszüntették. Főleg munkásmozgalmi jellegű cikkeket közölt.